# Regina King
Regina Rene King (Los Angeles, 15 gennaio 1971) è un'attrice e regista statunitense.
Attiva sia in campo cinematografico che televisivo, sin dagli anni 80', Regina King ha iniziato a recitare in 227, proseguendo la carriera in vari film, quali Poetic Justice, Jerry Maguire, Ray, L'asilo dei papà e A Cinderella Story . Dagli anni 2010 ha ricevuto il plauso della critica per i suoi ruoli nelle serie televisive Southland, ricevendo molteplici nomine ai Critics' Choice Television Award e vincendo due NAACP Image Award, e nella serie American Crime, ruolo che le è valso la vincita di due Emmy Awards e la sua prima nomina ai Golden Globe.
Nel 2018 ha preso parte al film Se la strada potesse parlare, grazie al quale ha ottenuto il plauso della critica cinematografica venendo riconosciuta con un Premio Oscar, un Golden Globe e un Critics' Choice Movie Award nelle rispettive categorie come miglior attrice non protagonista. Tra il 2018 e il 2019 ha recitato nelle serie televisive Seven Seconds e Watchmen, che le sono valse ciascuna un Emmy Award e il TCA Award come Individual Achievement in Drama. Nel 2019 il The Times la inserisce fra le 100 persone più influenti del mondo.
Nel 2020 debutta come regista con Quella notte a Miami..., progetto che riceve il sostegno della critica con nomine ai Golden Globe e ai Critics' Choice Movie Awards nelle categorie di miglior regia. Nel 2021 recita nel film The Harder They Fall, ottenendo il plauso della critica.

## Biografia e carriera

### 1990-2005: Il debutto televisivo e cinematografico

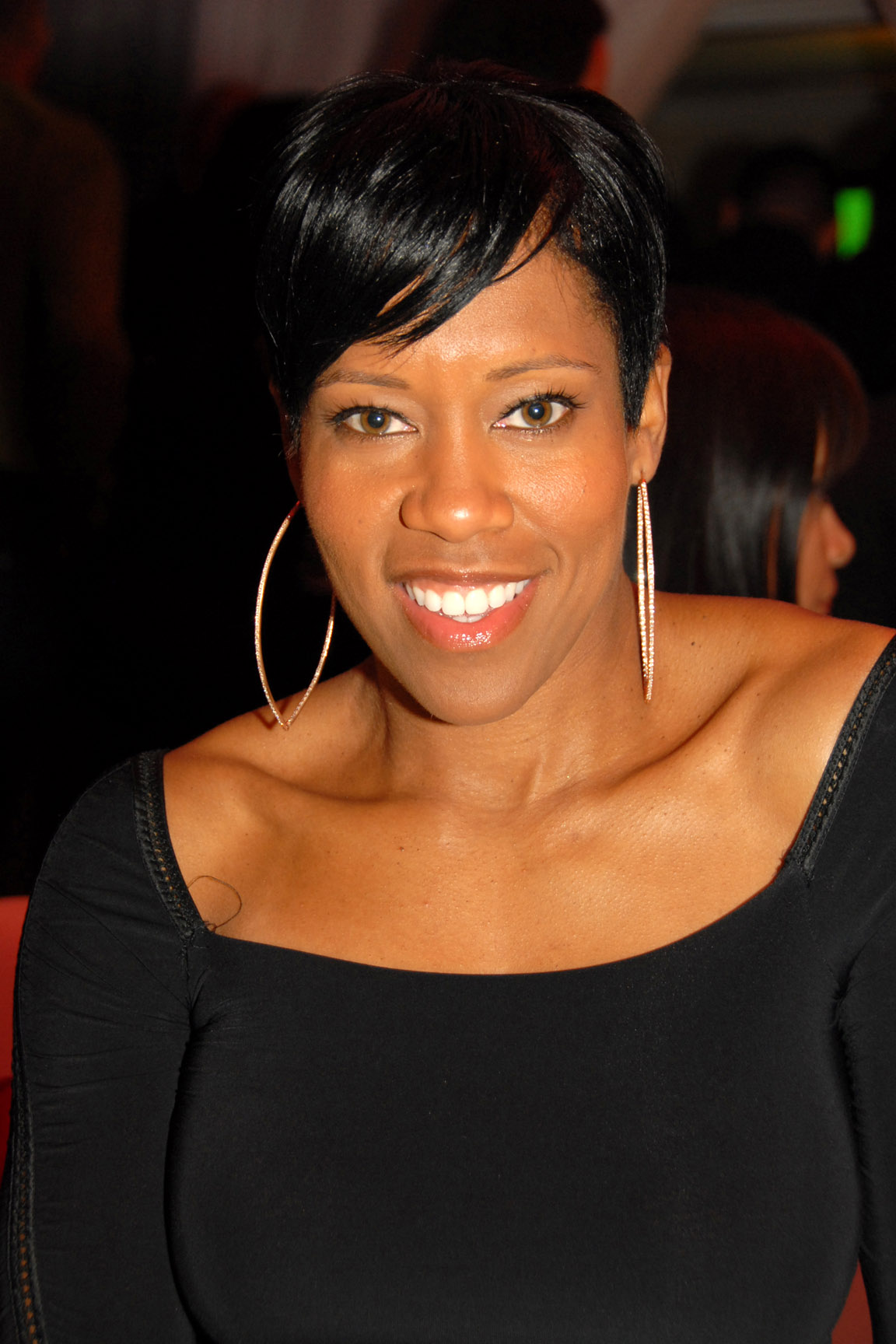
Regina King a Los Angeles nel 2010

Figlia di Gloria e Thomas King, i suoi genitori divorziarono quando aveva 8 anni. Debuttò come attrice nel 1985, interpretando fino al 1990 il ruolo di Brenda Jenkins in 106 episodi della serie televisiva 227. Nel 1991 debuttò sul grande schermo nel film d'esordio di John Singleton, Boyz n the Hood - Strade violente. Con il regista afroamericano interpretò altri due film, Poetic Justice, accanto al rapper Tupac Shakur e alla cantante Janet Jackson, e L'università dell'odio, accanto alla modella Tyra Banks nel 1995. Nello stesso anno F. Gary Gray inserisce l'attrice nel film Ci vediamo venerdì.
Nel 1996 si rivelò al grande pubblico, interpretando Jerry Maguire, insieme a Tom Cruise. Tra il 1998 e il 1999 fu scelta in numerose pellicole, tra cui assieme a Will Smith in Nemico pubblico, diretto da Tony Scott, Benvenuta in Paradiso di Kevin Rodney Sullivan, e Il grande Joe, nel quale recita al fianco di Charlize Theron e Bill Paxton.
Agli inizi degli anni 2000 Regina King viene scelta da Chris Weitz e Paul Weitz per recitare nel film Ritorno dal paradiso, per proseguire negli anni seguenti nei film L'asilo dei papà affiancando Eddie Murphy e Jeff Garlin, Una bionda in carriera con Sally Field e Reese Witherspoon. Nel 2004 prende parte al film film teenager cult A Cinderella Story, che vede protagonista l'attrice Hilary Duff, e al film diretto da Taylor Hackford, Ray, grazie al quale ottiene il plauso della critica cinematografica, ottenendo il NAACP Image Award come miglior attrice non protagonista, il Satellite Award nella medesima categoria, e la nomina assieme al cast agli Screen Actors Guild Award.
Nel 2005 interpreta il ruolo di Sam Fuller al fianco del premio Oscar, Sandra Bullock in Miss F.B.I. - Infiltrata speciale. Nello stesso anno inizia ad interpretare la voce di Riley Freeman nella serie animata The Boondocks, conclusasi nel 2014.

### 2006-2017: La carriera da attrice e i primi progetti da regista

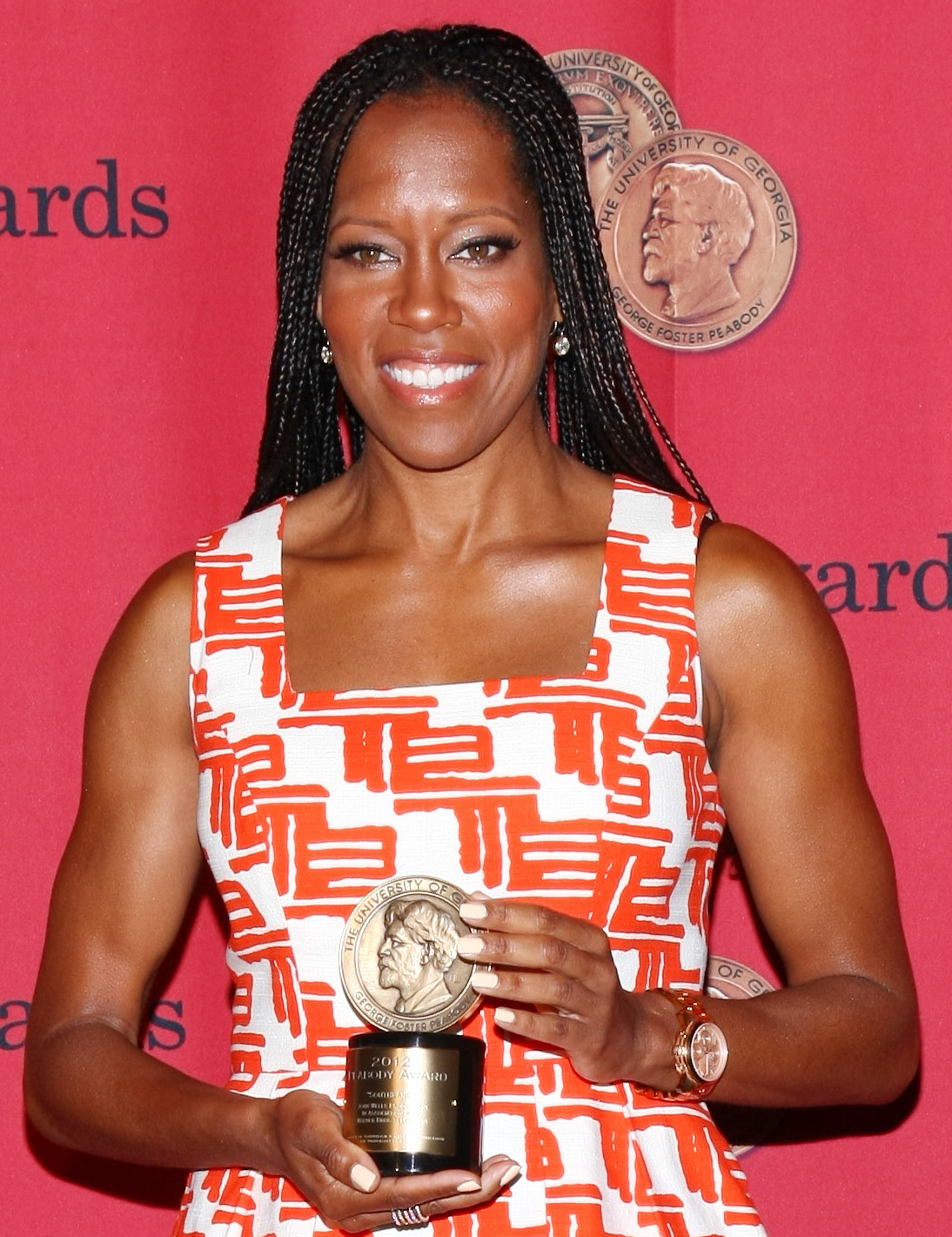
Regina King con il Peabody Award che ha vinto nel 2013

Negli anni successivi prende parte ai film Year of the Dog, al fianco di Molly Shannon, This Christmas - Natale e altri guai e Matrimonio in famiglia. Nel 2007 torna in televisione, scelta nel cast della serie televisiva 24 e nel film tv Living Proof - La ricerca di una vita. Nel 2009 entra a far parte sino al 2013 del cast della serie tv Southland, ottenendo un ottimo riscontro dalla critica cinematografica. Il ruolo le vale due nomine ai Critics' Choice Television Awards, e le fa ottenere due NAACP Image Award come miglior attrice in una serie drammatica. Nel corso delle stagioni Regina King assume inoltre il ruolo di regista e aiuto regia in alcuni episodi.
Nel 2013 entra a far parte del cast di The Big Bang Theory, dove interpreta il personaggio ricorrente di Janine, responsabile delle risorse umane dell'università. Successivamente recita nelle serie televisive The Strain e Shameless. Dal 2015 viene scelta nel cast di American Crime, serie televisiva che le fa ottenere due Emmy Awards, un Critics' Choice Television Awards, un Satellite Award e la prima nomina ai Golden Globe.
Tra il 2015 e il 2017, oltre a prendere parte alla serie televisive The Leftovers - Svaniti nel nulla, Regina King intraprende la carriera da regista con la serie televisiva Being Mary Jane, per cui filma sei episodi. Successivamente dirige altri episodi per alcune serie, tra cui Scandal, Pitch, Greenleaf, Shameless e This Is Us.

### 2018 - presente: il successo come attrice e la regia diQuella notte a Miami...

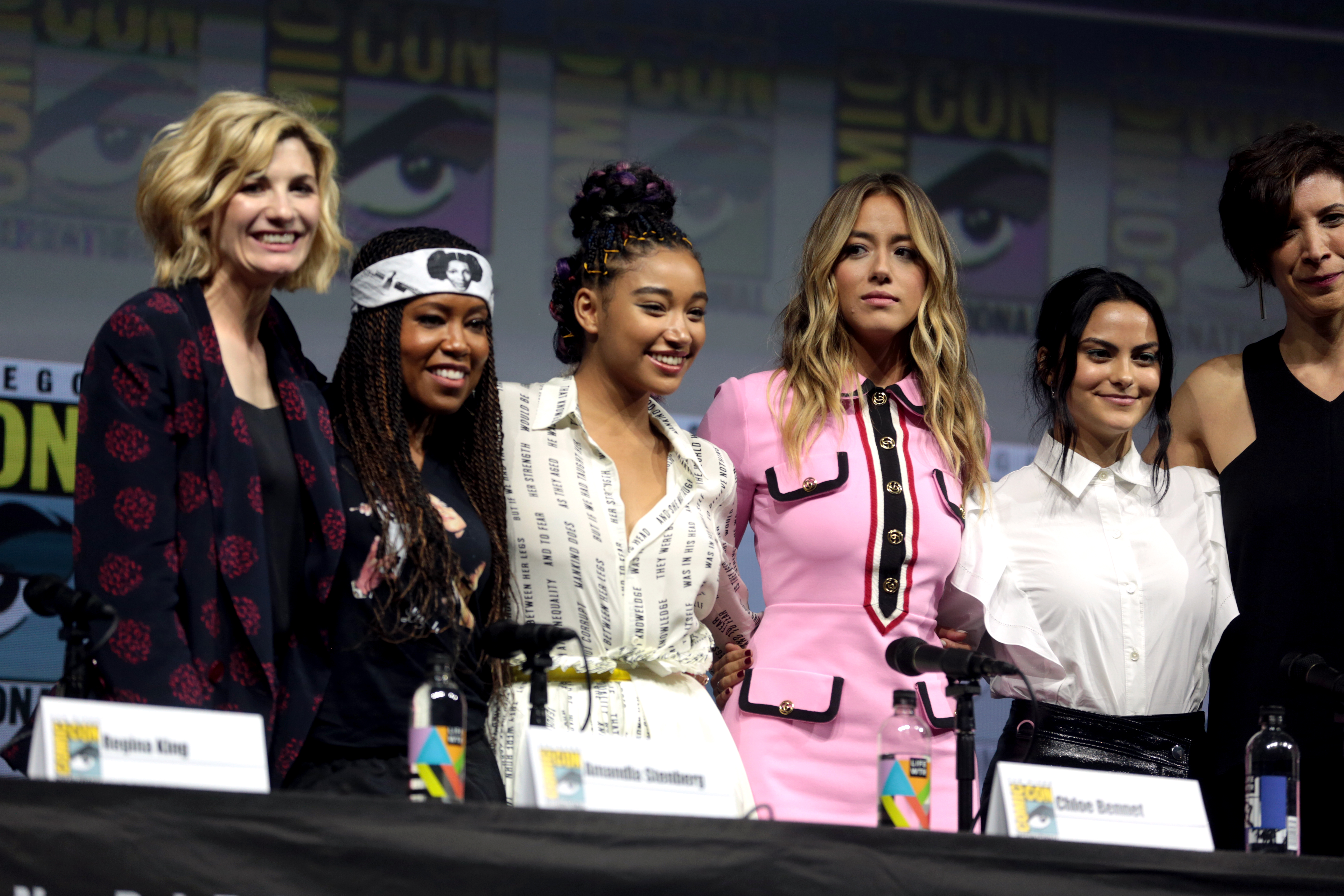
Jodie Whittaker, Regina King, Amandla Stenberg, Chloe Bennet e Camila Mendes al San Diego Comic-Con International 2018

Nel 2018 viene ingaggiata per la serie televisiva Seven Seconds, ruolo che conferisce all'attrice la seconda nomina ai Golden Globe, e facendole ottenere il terzo Emmy Award e il quarto NAACP Image Award. Nello stesso anno esce nelle sale Se la strada potesse parlare, film diretto da Barry Jenkins, dove l'attrice assume il ruolo di Sharon Rivers. L'attrice per la performance ottiene l'Oscar alla miglior attrice non protagonista, oltre che al suo primo Golden Globe e Critics' Choice Awards nella medesima categoria.
Nel 2019 ha ottenuta il ruolo della vigilante mascherata Sorella Notte nella miniserie televisiva Watchmen, ideata da Damon Lindelof per HBO, ruolo per il quale riceve il suo quarto Emmy Award. Sempre nel 2019 Regina King afferma di essere impegnata in veste di regista e produttrice per il film Quella notte a Miami..., uscito nelle sale nel 2020. Il progetto cinematografico viene accolto positivamente dalla critica internazionale, facendole ottenere una candidatura ai Golden Globe come miglior regista.
Nel 2021 recita nel film The Harder They Fall, ottenendo il plauso della critica assieme al cast di attori, ricevendo il National Board of Review Award al miglior cast, e venenso riconosciuta con il NAACP Image Award alla miglior attrice non protagonista.

## Vita privata
Dal 1997 al 2007 è stata sposata con Ian Alexander Sr., da cui ha un figlio Ian Alexander Jr. Il 22 gennaio 2022 lo staff dell'attrice ha confermato che il figlio è morto suicida a 26 anni.

## Filantropia
Regina King è una delle sostenitrici del “I Have a Dream” Foundation di Los Angeles, che fornisce aiuti accademici e finanziari ai bambini delle comunità a basso reddito a perseguire l'istruzione superiore.
Alla premiazione dei Golden Globe del 2019, l'attrice ha parlato del divario retributivo di genere e della misoginia presente nell'industria cinematografica e televisiva, affermando:
Ai Premi Oscar del 2019 ha dedicato la sua vittoria allo scrittore e filantropo afroamericano e apertamente omosessuale, James Baldwin, scrittore del libro da cui è tratto il film Se la strada potesse parlare, affermando sostegno alla comunità LGBT. Regina King è inoltre una delle sostenitrici, assieme a Janelle Monáe, Hugh Jackman, Billy Porter della prima rete di streaming globale LGBTQ+ Revry, sostenendo la GALECA, fondatrice dei Dorian Awards.

## Filmografia

### Attrice

#### Cinema
- Boyz n the Hood - Strade violente (Boyz n the Hood), regia di John Singleton (1991)
- Poetic Justice, regia di John Singleton (1993)
- L'università dell'odio (Higher Learning), regia di John Singleton (1995)
- Ci vediamo venerdì (Friday), regia di F. Gary Gray (1995)
- La linea sottile tra odio e amore (A Thin Line Between Love and Hate), regia di Martin Lawrence (1996)
- Jerry Maguire, regia di Cameron Crowe (1996)
- Benvenuta in Paradiso (How Stella Got Her Groove Back), regia di Kevin Rodney Sullivan (1998)
- Nemico pubblico (Enemy of the State), regia di Tony Scott (1998)
- Il grande Joe (Mighty Joe Young), regia di Ron Underwood (1998)
- Love and Action in Chicago, regia di Dwayne Johnson-Cochran (1999)
- Ritorno dal paradiso (Down to Earth), regia di Chris Weitz e Paul Weitz (2001)
- Final Breakdown, regia di Jeff Byrd e Jeffrey W. Byrd (2002)
- L'asilo dei papà (Daddy Day Care), regia di Steve Carr (2003)
- Una bionda in carriera (Legally Blonde 2: Red, White & Blonde), regia di Charles Herman-Wurmfeld (2003)
- A Cinderella Story, regia di Mark Rosman (2004)
- Ray, regia di Taylor Hackford (2004)
- Miss F.B.I. - Infiltrata speciale (Miss Congeniality 2: Armed & Fabulous), regia di John Pasquin (2005)
- Year of the Dog, regia di Mike White (2007)
- This Christmas - Natale e altri guai (This Christmas), regia di Preston A. Whitmore II (2007)
- Matrimonio in famiglia (Our Family Wedding), regia di Rick Famuyiwa (2010)
- Inside the Box, regia di David Martin Porras - cortometraggio (2013)
- Se la strada potesse parlare (If Beale Street Could Talk), regia di Barry Jenkins (2018)
- The Harder They Fall, regia di Jeymes Samuel (2021)
- Shirley, regia di John Ridley (2024)
- Una scomoda circostanza (Caught Stealing), regia di Darren Aronofsky (2025)

#### Televisione
- 227 - serie TV, 106 episodi (1985-1990)
- Un medico tra gli orsi (Northern Exposure) - serie TV, episodio 5x11 (1994)
- New York Undercover - serie TV, episodio 1x07 (1994)
- Living Single - serie TV, episodio 2x27 (1995)
- Verità inconfessabile (Where the Truth Lies), regia di Nelson McCormick - film TV (1999)
- Women, regia di Jane Anderson - film TV (2000)
- Leap of Faith - serie TV, 6 episodi (2002)
- Damaged Care, regia di Harry Winer - film TV (2002)
- Women in Law - serie TV, episodio 1x01 (2006)
- 24 - serie TV, 9 episodi (2007)
- Living Proof - La ricerca di una vita (Living Proof), regia di Dan Ireland - film TV (2008)
- Southland - serie TV, 42 episodi (2009-2013)
- Divorce: A Love Story, regia di Pamela Fryman - film TV (2013)
- The Big Bang Theory - serie TV, 6 episodi (2013-2019)
- Shameless - serie TV, 4 episodi (2014)
- The Strain - serie TV, episodi 1x02-1x03-1x05 (2014)
- La grande sfida di Gabby (The Gabby Douglas Story), regia di Gregg Champion - film TV (2014)
- American Crime - serie TV, 27 episodi (2015-2017)
- The Leftovers - Svaniti nel nulla (The Leftovers) - serie TV, 6 episodi (2015-2017)
- Seven Seconds - serie TV, 10 episodi (2018)
- Watchmen - miniserie TV, 8 episodi (2019)

### Regista

#### Cinema
- Quella notte a Miami... (One Night in Miami...) (2020)

#### Televisione
- Being Mary Jane - serie TV, 6 episodi (2015)
- Scandal - serie TV, 2 episodi (2015-2017)
- Pitch - serie TV, 1 episodio (2016)
- Greenleaf - serie TV, 1 episodio (2016)
- This Is Us - serie TV, 1 episodio (2017)
- Shameless - serie TV, 1 episodio (2017)

### Doppiatrice
- The Boondocks - serie animata, 56 episodi (2005-2014)
- Ant Bully - Una vita da formica (The Ant Bully), regia di John A. Davis (2006)
- Planes 2 - Missione antincendio (Planes: Fire & Rescue), regia di Bobs Gannaway (2014)

### Produttrice
- Quella notte a Miami... (One Night in Miami...), regia di Regina King (2020)
- Shirley, regia di John Ridley (2024)

## Riconoscimenti
- Premi Oscar
  - 2019 - Miglior attrice non protagonista per Se la strada potesse parlare[52]
- Golden Globe
  - 2016 - Candidatura per la miglior attrice non protagonista in una serie per American Crime
  - 2019 - Miglior attrice non protagonista per Se la strada potesse parlare
  - 2019 - Candidatura per la miglior attrice in una mini-serie o film per la televisione per Seven Seconds
  - 2021 - Candidatura per la miglior regia per Quella notte a Miami...
- Premi Emmy
  - 2015 - Miglior attrice non protagonista in una miniserie o film per la televisione per American Crime
  - 2016 - Miglior attrice non protagonista in una miniserie o film per la televisione per American Crime
  - 2017 - Candidatura per la miglior attrice non protagonista in una miniserie o film per la televisione per American Crime
  - 2018 - Miglior attrice protagonista in una miniserie o film per la televisione per Seven Seconds
  - 2020 - Miglior attrice protagonista in una miniserie o film per la televisione per Watchmen
- Critics' Choice Awards
  - 2012 - Candidatura per la miglior attrice non protagonista in una serie drammatica per Southland
  - 2013 - Candidatura per la miglior attrice non protagonista in una serie drammatica per Southland
  - 2016 - Miglior attrice non protagonista in un film per la televisione o miniserie per American Crime
  - 2016 - Candidatura per la miglior attrice non protagonista in una serie drammatica per The Leftovers - Svaniti nel nulla
  - 2019 - Miglior attrice non protagonista per Se la strada potesse parlare
  - 2020 - Migliore attrice in una serie drammatica per Watchmen[53]
- Teen Choice Awards
  - 2005 - Candidatura per la miglior scena di ballo (condiviso con Sandra Bullock) per Miss F.B.I. - Infiltrata speciale
- BET Awards
  - 2005 - Miglior attrice per Miss F.B.I. - Infiltrata speciale
- BET Comedy Awards
  - 2005 - Candidatura per la miglior attrice non protagonista per Miss F.B.I. - Infiltrata speciale
- Stinkers Bad Movie Awards
  - 2005 - Candidatura per la peggior coppia (condiviso con Sandra Bullock) per Miss F.B.I. - Infiltrata speciale

## Doppiatrici italiane
Nelle versioni in italiano delle opere in cui ha recitato, Regina King è stata doppiata da:
- Alessandra Cassioli in Nemico pubblico, A Cinderella Story, The Leftovers - Svaniti nel nulla, Se la strada potesse parlare, Watchmen, Shirley
- Paola Majano in L'università dell'odio, Una vita in fuga
- Ida Sansone in Jerry Maguire, Southland
- Tiziana Avarista ne L'asilo dei papà, This Christmas - Natale e altri guai
- Patrizia Burul in Ray, Miss F.B.I. - Infiltrata speciale
- Nunzia Di Somma in American Crime, Seven Seconds
- Laura Lenghi in Shameless, The Harder They Fall
- Silvia Tognoloni ne La linea sottile tra odio e amore
- Francesca Guadagno in Benvenuta in Paradiso
- Claudia Balboni in Il grande Joe
- Emanuela Baroni in 24
- Claudia Razzi in Una bionda in carriera
- Irene Di Valmo in The Big Bang Theory
- Emanuela Rossi in Matrimonio in famiglia
- Federica De Bortoli in The Strain

Da doppiatrice è sostituita da:
- Laura Latini in The Boondocks
- Alessandra Cassioli in Ant Bully - Una vita da formica
- Emanuela Damasio in Planes 2 - Missione antincendio